# Орнек (Єнбекшиказахський район)
Орне́к (каз. Өрнек) — село у складі Єнбекшиказахського району Алматинської області Казахстану. Входить до складу Балтабайського сільського округу.
Населення — 682 особи (2021; 390 у 2009, 372 у 1999, 441 у 1989).